# 兒童發展階段
兒童發展階段 或 兒童發育的階段（英語：Child development stages） 指的是兒童發育理論認為孩子在不同年齡階段應該具備的基本先天能力（又被稱為孩子的發育的里程碑）。由於人與人之間存在基因、認知、生理、家庭、文化、營養、教育與環境等因素上的差異，所以究竟在哪個年龄應該習得哪些先天能力才算是「正常」，通常需要通過廣泛的研究來界定。多數孩子都能在他們人生階段中的不同但被認為是正常時程的時刻，到達個人發育的里程碑。本條目將列舉出當前最廣為各界接受的發育里程碑。

## 文獻
1. ↑  . Gold Learners. Gold Learners. （原始内容存档于2017-12-27）.